# Azorella allanii
Azorella allanii är en växtart i släktet Azorella och familjen flockblommiga växter.
Arten förekommer på Nordön på Nya Zeeland. Den beskrevs först av Thomas Frederic Cheeseman och fick sitt nu gällande namn av Gregory M. Plunkett och Antoine N. Nicolas.